# Sídliště Malšovice
Sídliště Malšovice  je urbanistický celek v Hradci Králové – Malšovicích a částečně Novém Hradci Králové, na jihovýchodě krajského města. Původně v této části města měly, podle územního plánu, vyrůst rodinné domy. Když se ovšem v 60. letech rozvinula družstevní svépomocná výstavba, byla soustředěna právě sem.
Jeho výstavba probíhala v letech 1962 až 1974/1963 až 1975, přičemž byla pojata jako zahradní městská čtvrť, která je začleněna do stávající zástavby.  Autory architektonického projektu čtvrti pro 11 500 obyvatel byli Václav Rohlíček a František Steiner.
Na sídlišti bylo realizováno 2368 bytů, z toho 1153 na sídlišti Malšovice-jih.  Pro tuto část sídliště jsou typické čtyř až pětipodlažní cihlové domy obklopené prostranstvími se zelení. Velký důraz byl totiž kladen na začlenění do zahradního prostředí. Vyšší, až třináctipatrové domy, se nacházejí v severní části sídliště podél Gočárova okruhu. 
Sídliště zasahuje do základních sídelních jednotek Malšovice-sever, Malšovice-jih a Malšovice-u kolejí.
| Základní sídelní jednotka | počet obyvatel (k 2011) | počet obyvatel (k 2021) |
| ------------------------- | ----------------------- | ----------------------- |
| ZSJ Malšovice-sever       | 2 657                   | 2 560                   |
| ZSJ Malšovice-jih         | 3 501                   | 2 987                   |
| ZSJ Malšovice-u kolejí    | 1 770                   | 1590                    |
| Celkem                    | 7 928                   | 7 137                   |

## Občanská vybavenost
V rámci základní občanské vybavenosti vznikla základní škola a mateřská škola. Na základní školu ale sídliště muselo čekat až do roku 1973.
Objekty občanské vybavenosti byly propojeny krytými chodníky. V roce 1988 byl na sídlišti otevřena sauna, kuželna se čtyřmi drahami a restaurace, v celkové hodnotě 6 milionů tehdejších korun.

## Doprava
Sídliště je obsluhováno trolejbusovou linkou č. 7 (primárně severní část) a autobusovými linkami č. 8 a 9. Linka č. 9 byla zavedena v roce 1971 obsluhuje primárně jižní část sídliště.

## Umělecká díla
Na sídlišti se nachází pískovcové "Sousoší ženy s dítětem pro sídliště Malšovice" z let 1975 až 1976 od Karla Hyliše. Investorem byl Krajský investorský útvar Hradec Králové. Socha se nachází v ulici Mrštíkova, na prostranství mezi budovami nákupního centra a pošty.